# Karmiel
Karmiel (hebrejsky כַּרְמִיאֵל‎, Karmi'el, doslova „má vinice je Bůh“, v oficiálním přepisu do angličtiny Karmi'el) je město v Izraeli, v Severním distriktu.

## Geografie

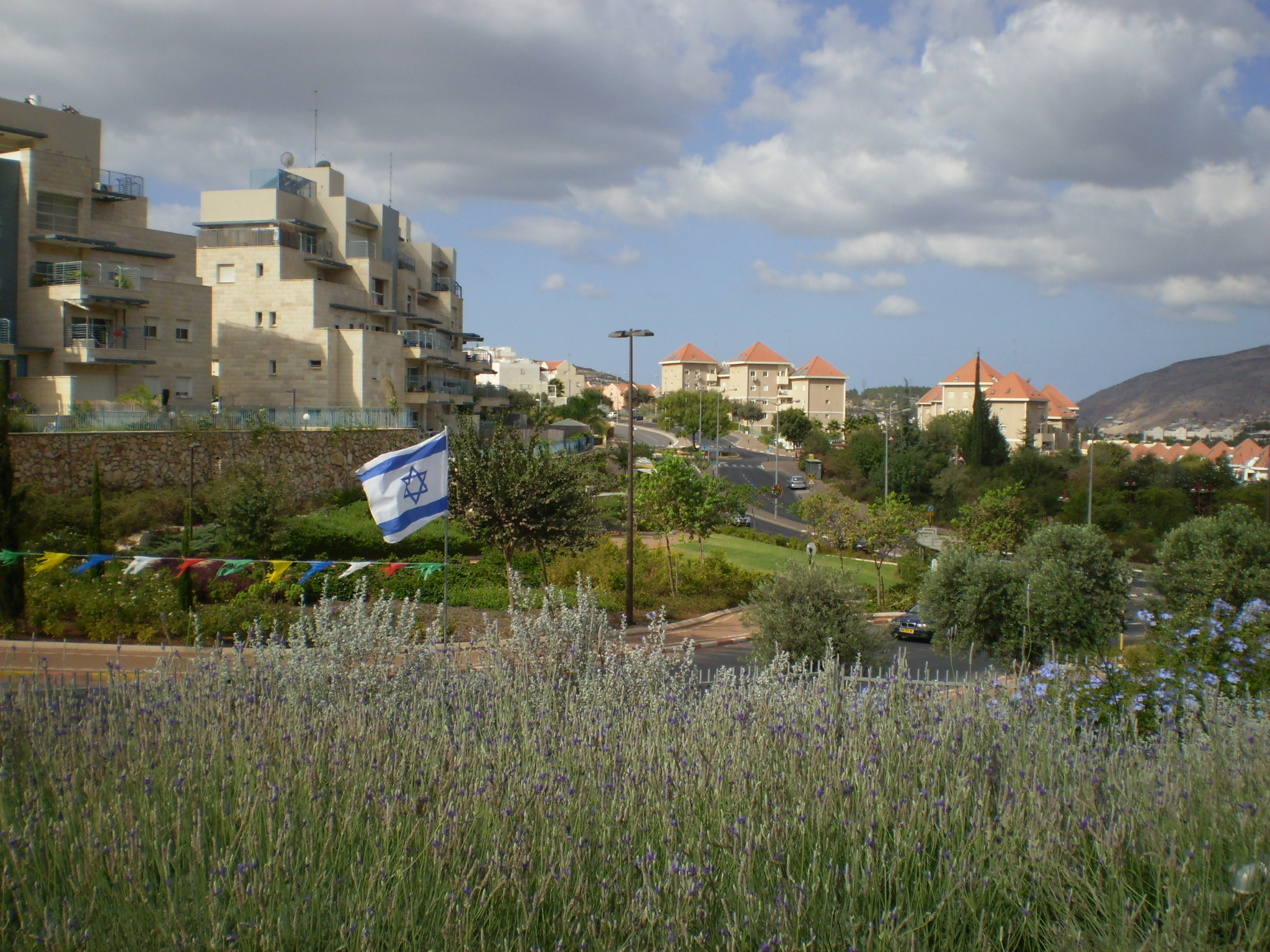
Čtvrť Galil ve městě Karmiel

Leží v nadmořské výšce 262 metrů, v údolí Bejt ha-Kerem, na pomezí Horní a Dolní Galileji. Město je rozloženo na pahorcích při jihozápadním okraji tohoto údolí. Na západní straně je to vrch Har Karmi, na jihu Giv'at Makoš a Giv'at Cuf a hora Har Kamon. Další pahorky se nalézají přímo v zastavěném území obce a jsou vesměs stavebně využity. Směrem k severnímu okraji zástavby se terén postupně vyrovnává, ale vystupuje zde ze dna údolí izolovaný pahorek Giv'at Zakif. Severní sektor města je odvodňován tokem vádí Nachal Šagor, jihovýchodní část spadá do povodí Nachal Šezor, které pak jižní stranou opouští údolí a vstupuje do kaňonu vádí Nachal Chilazon.
Nachází se cca 105 kilometrů severovýchodně od centra Tel Avivu a cca 30 kilometrů severovýchodně od centra Haify, v hustě zalidněném pásu. Osídlení v tomto regionu je smíšené. Vlastní město je židovské, v jeho okolí převažují vesnice a města osídlená Araby
Karmiel je na dopravní síť napojen pomocí Dálnice číslo 85, která ve východozápadním směru vede napříč Galileou. Od roku 2011 byla budována železniční trať Akko–Karmiel, která zde má koncovou stanici Karmiel. Provoz na nové železniční trati byl zahájen 20. září 2017.

## Dějiny

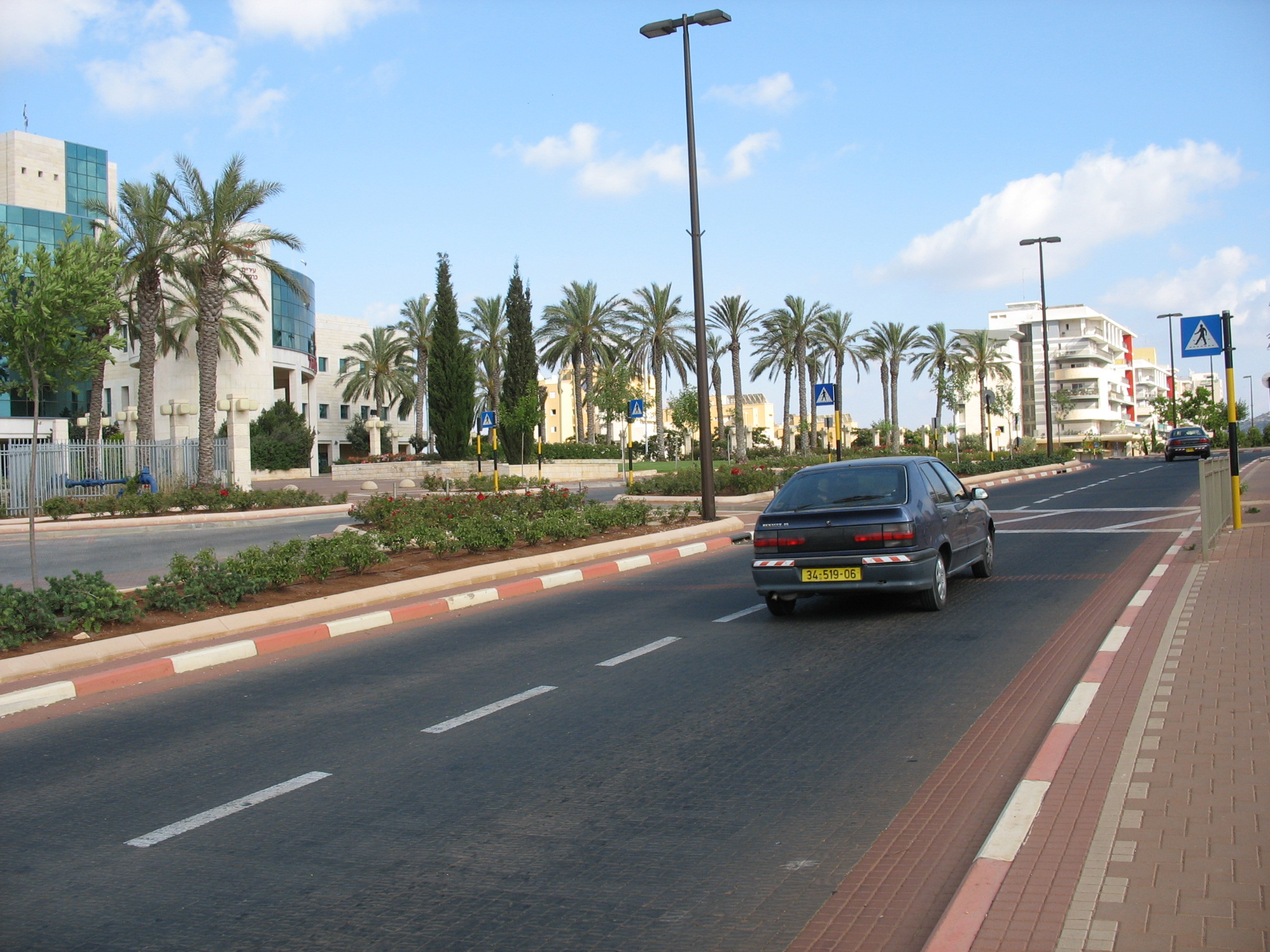
Třída Židovského národního fondu ve městě Karmiel

Karmiel byl založen roku 1964. Příprava založení nového města započala v roce 1960. Mělo jít o plánovitý akt posilující demograficky židovské osídlení v této části Galileji, kde dosud existoval jen souvislý blok arabských sídel. O vznik Karmielu usiloval Levi Eškol, který roku 1963 nastoupil do funkce izraelského premiéra. Stavební práce na budování nového města začaly v dubnu 1963 a 29. října 1964 zde byly do užívány slavnostně předány první domy, do kterých se nastěhovalo prvních 16 rodin. Šlo o poslední takzvané rozvojové město, zřízené v Izraeli v období let 1948–1967.

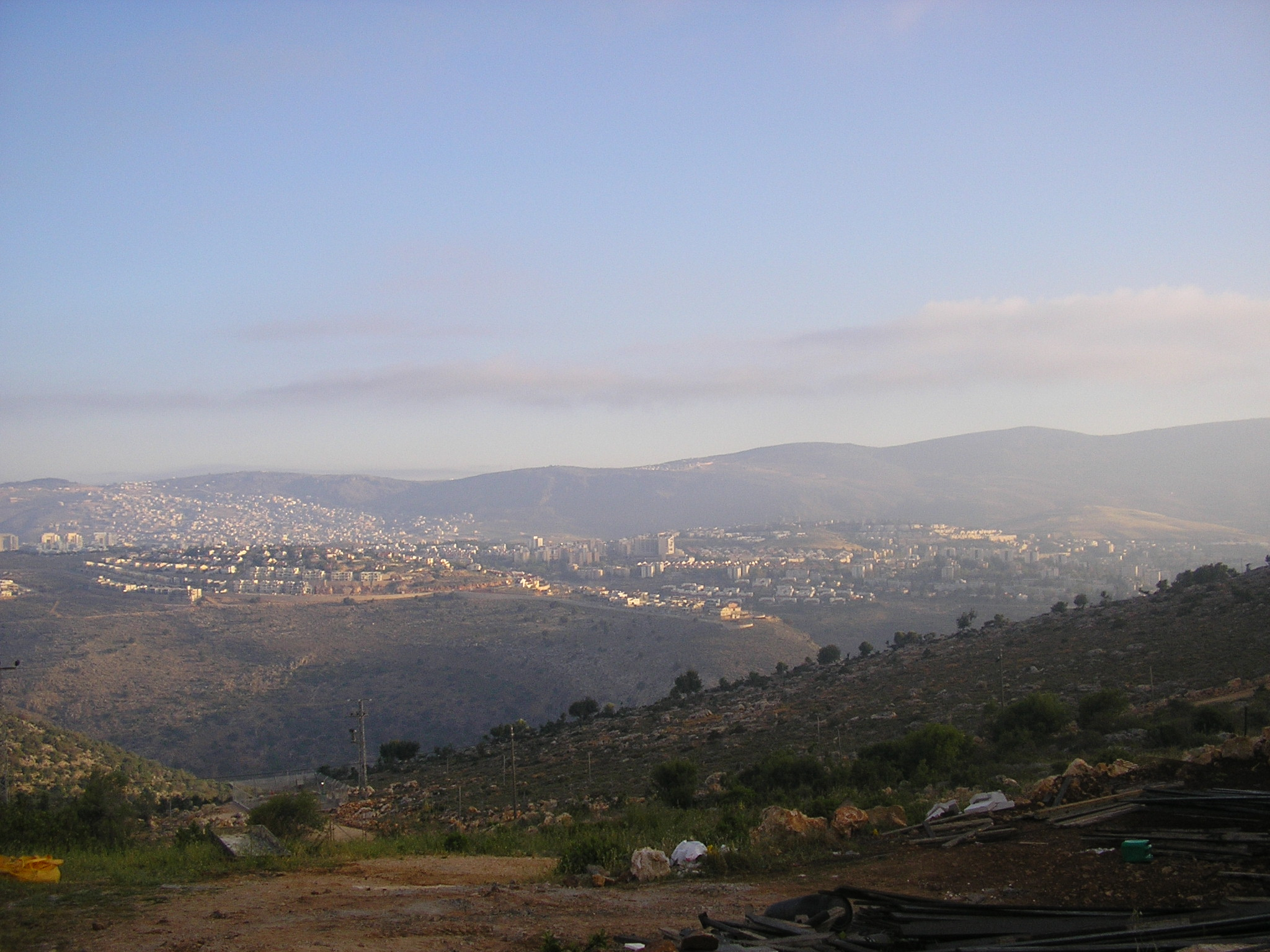
Celkový pohled na město

Do roku 1967 byl růst Karmiel pozvolný, ale pak se město začalo rychle rozvíjet. Roku 1969 byl zveřejněn územní plán města, který předpokládal postupný nárůst a rozvoj obytných, komerčních i průmyslových okrsků. První osadníci byli mixem rodilých Izraelců a nových přistěhovalců. Roku 1982 zde bylo otevřeno městské kulturní a společenské centrum. 20. listopadu 1986 získal Karmiel status města. Během Druhé libanonské války v roce 2006 dopadly na město rakety vypálené z Libanonu.
Ve městě funguje deset sekulárních základních škol, čtyři střední školy a působí zde vysoká škola ORT Braude College s bakalářskými studijními programy. Dále zde existuje náboženská základní i střední škola a také ultraortodoxní židovské školy a ješivy. Severovýchodně od města leží velká průmyslová zóna Karmi'el-východ.

## Demografie
Karmiel je město se smíšenou, tedy sekulární i náboženskou populací. Podle údajů z roku 2009 tvořili naprostou většinu obyvatel Židé - cca 38 000 osob (včetně statistické kategorie "ostatní", která zahrnuje nearabské obyvatele židovského původu ale bez formální příslušnosti k židovskému náboženství, cca 43 300 osob). Karmiel byl navržen jako ryze židovské město. Populace je i nadále většinově židovská, ale ve městě se usadili i někteří Arabové z okolních obcí. V roce 2008 se uvádělo, že v Karmielu je registrováno 500 arabských voličů.
Jde o středně velkou obec městského typu s dlouhodobě rostoucí populací. K 31. prosinci 2017 zde žilo 45 900 lidí. Počátkem 90. let 20. století zaznamenala obec skokový nárůst v souvislosti s přílivem přistěhovalců z bývalého SSSR. Například roku 1991 zde kromě 21 000 starousedlíků žilo už 4451 těchto nových přistěhovalců. Růst populace ale počátkem 21. století výrazně zpomalil. Do roku 2020 mohlo město podle plánů z počátku 21. století dosáhnout počtu obyvatel 120 000. Ve skutečnosti, ale populační růst byl daleko pozvolnější.
| Rok            | 1972  | 1980   | 1983   | 1990   | 1993   | 1994   | 1995   | 1996   | 1997   | 1998   | 1999   | 2000   |
| -------------- | ----- | ------ | ------ | ------ | ------ | ------ | ------ | ------ | ------ | ------ | ------ | ------ |
| Počet obyvatel | 3 798 | 13 400 | 15 629 | 24 200 | 30 800 | 33 300 | 33 145 | 35 300 | 36 200 | 37 600 | 39 800 | 41 200 |

| Rok            | 2001   | 2002   | 2003   | 2004   | 2005   | 2006   | 2007   | 2008   | 2009   | 2010   | 2011   | 2012   | 2013   | 2014   | 2015   | 2016   | 2017   |
| -------------- | ------ | ------ | ------ | ------ | ------ | ------ | ------ | ------ | ------ | ------ | ------ | ------ | ------ | ------ | ------ | ------ | ------ |
| Počet obyvatel | 41 900 | 42 400 | 42 700 | 43 500 | 43 700 | 44 100 | 44 400 | 44 691 | 44 117 | 44 400 | 44 700 | 44 900 | 44 700 | 44 600 | 44 900 | 45 300 | 45 900 |

## Partnerská města
- Denver, Colorado, Spojené státy americké
- Hamar, Norsko
- Kisvárda, Maďarsko
- Mety, Francie
- Pittsburgh, Pensylvánie, Spojené státy americké
- Wilmersdorf, Německo